# Christian Cole
Christian Cole – sierraleoński trener piłkarski.

## Kariera trenerska
W 1989, 1991, 2001 i od 2010 do 2011 prowadził narodową reprezentację Sierra Leone.